# Дрібнооптова торгівля
Дрібнооптова торгівля (з англ. Заплати та винось) — це тип операцій у секторі оптової торгівлі.

## Огляд
Основні характеристики дрібнооптової торгівлі найкраще підсумовуються такими визначеннями:
- Дрібнооптова торгівля — це форма торгівлі, при якій товари продаються з оптового складу, який працює або на основі самообслуговування, або на основі зразків (при цьому клієнт вибирає зразки товарів за допомогою ручної або комп’ютеризованої системи замовлення, але не обслуговує себе самостійно), або їх поєднання.
- Клієнти (роздрібні торговці, професійні користувачі, заклади громадського харчування, інституційні покупці тощо) оплачують рахунок на місці готівкою та самостійно вивозять товар.
- Існують суттєві відмінності між «класичними» продажами на оптовій стадії та оптовиком «дрібнооптової торгівлі»: а саме клієнти «дрібнооптової торгівлі» самостійно організовують транспортування товару та оплачують товар на місці, а не в кредит[1].
- Доступ до купівлі за системою «готівка та перенесення» зазвичай обмежений для операторів добросовісного бізнесу, а широка громадськість не допускається.

Хоча оптовики купують переважно у виробників і продають здебільшого роздрібним торговцям, промисловим споживачам та іншим оптовикам, вони також виконують багато функцій із доданою вартістю. Оптовик, посередник, використовується на основі принципів спеціалізації та розподілу праці, а також договірної ефективності. 
У контексті роздрібної торгівлі цей термін має подібне значення: клієнти платять готівкою за товари, які вони купують (роздрібний продавець не пропонує кредитні рахунки), і вивозять їх самостійно (роздрібний продавець не пропонує послугу доставки).
У першому підручнику з оптової торгівлі «Принципи та практика оптової торгівлі» (1937) Бекмана та Енгла зазначається, що «в епоху швидких змін у сфері оптової торгівлі, яка почалася в середині двадцятих років, була заснована дрібнооптова торгівля.
Лоуренс Бетлі широко визнаний автором концепції у Великобританії. Однак у дослідженні еволюції оптової торгівлі продовольчими товарами в Ірландії, проведеному д-ром Джимом Квінном з Трініті-коледжу Дубліна, зазначено, що перше повідомлення про дрібнооптову торгівлю у Великій Британії було опубліковано в червні 1957 року, коли The Grocer оголосив, що в Рамсгейті було відкрито склад дрібнооптової торгівлі. Vye & Son, яка є дочірньою компанією Home & Colonial Group. Новий сервіс отримав назву Wiseway і розвивався ряд власних брендів. У квітні 1958 року L. Batley & Co. з Гаддерсфілда відкрила великий завод площею 30 000 кв. сучасний склад Cash & Carry, безперечно, найбільший у своєму роді на сьогодні.